# Братья Джамгаровы
«Братья Джамга́ровы» — бывший банкирский дом в Москве, основанный в 1874 году или 1 марта 1878 года. Один из наиболее крупных банкирских домов в Российской империи. Упразднён в 1917 году, после слияния с Петроградским учётным и ссудным банком.

## История
Семья Джамгаровых имела армянское происхождение. В «Справочной книге о лицах, получивших купеческие и промысловые свидетельства по гор. Москве» глава семейного дела Иван Исаакович Джамгаров значится как состоящий в купечестве с 1869 года.
Банкирское заведение братьев Джамгаровых было основано в форме торгового дома (или товарищества на вере) 1 [13] марта 1878 года. Иногда годом основания указывают 1874 год. Учредители — братья коммерции советник Иван и Исаак Джамгаровы (род. 1845), жители города Шуша, Бакинской губернии. Исаак и Иван владели банком вместе со своими братьями — Афанасием, Николаем и Агаджаном. Джамгаровы быстро ворвались в московские деловые круги: братья занимали места в советах различных столичных компаний, включая Верхние торговые ряды на Красной площади (ныне ГУМ) и московское товарищество резиновой мануфактуры (позже — завод «Красный богатырь»). Главная контора банкирского дома находилась в Москве, на ул. Кузнецкий мост, дом 6. Отделение на улице Ильинке, в Тёплых рядах и биржевой зал на Ильинке, 6, рядом с Московской Биржей. Банкирский дом в Санкт-Петербурге, открытый в 1909 году, находился по адресу: Невский проспект, дом 28.

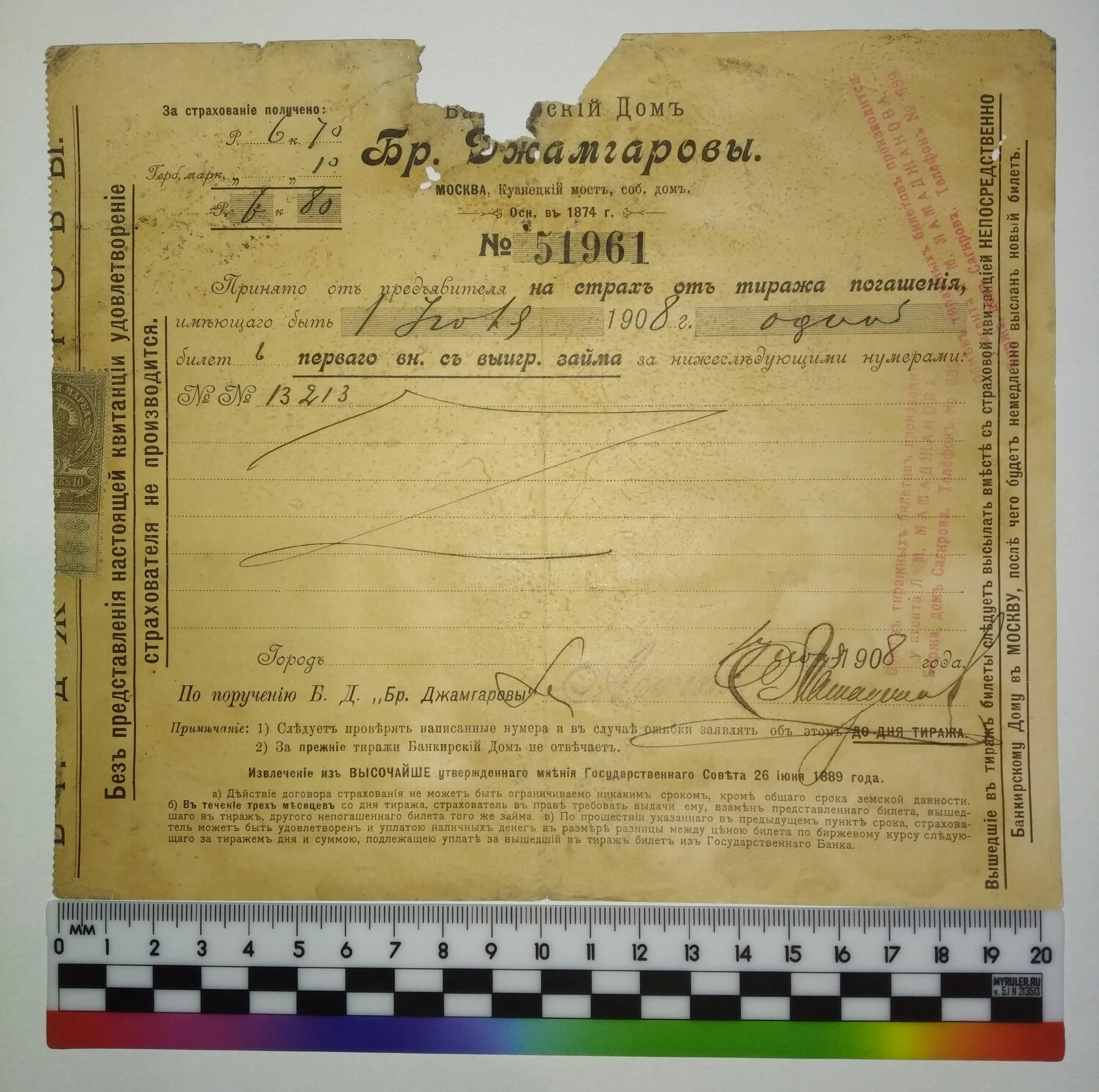
Страховая квитанция банкирского дома, 1908 год

Торговому дому принадлежали акции заводов, железных дорог, пароходного общества «Кавказ и Меркурий», страхового общества «Русь», нефтяных и золотых приисков, лесной массив в 13 тыс. десятин в Костромской губернии, три доходных дома в Москве. В канун Первой мировой войны братья Джамгаровы активно участвовали в финансировании «Общества Путиловских заводов».
Банк Джамгаровых зачастую был союзником Санкт-Петербургского международного коммерческого банка. Братья входили в состав советов Соединённого банка и Азовско-Донского коммерческого банка.

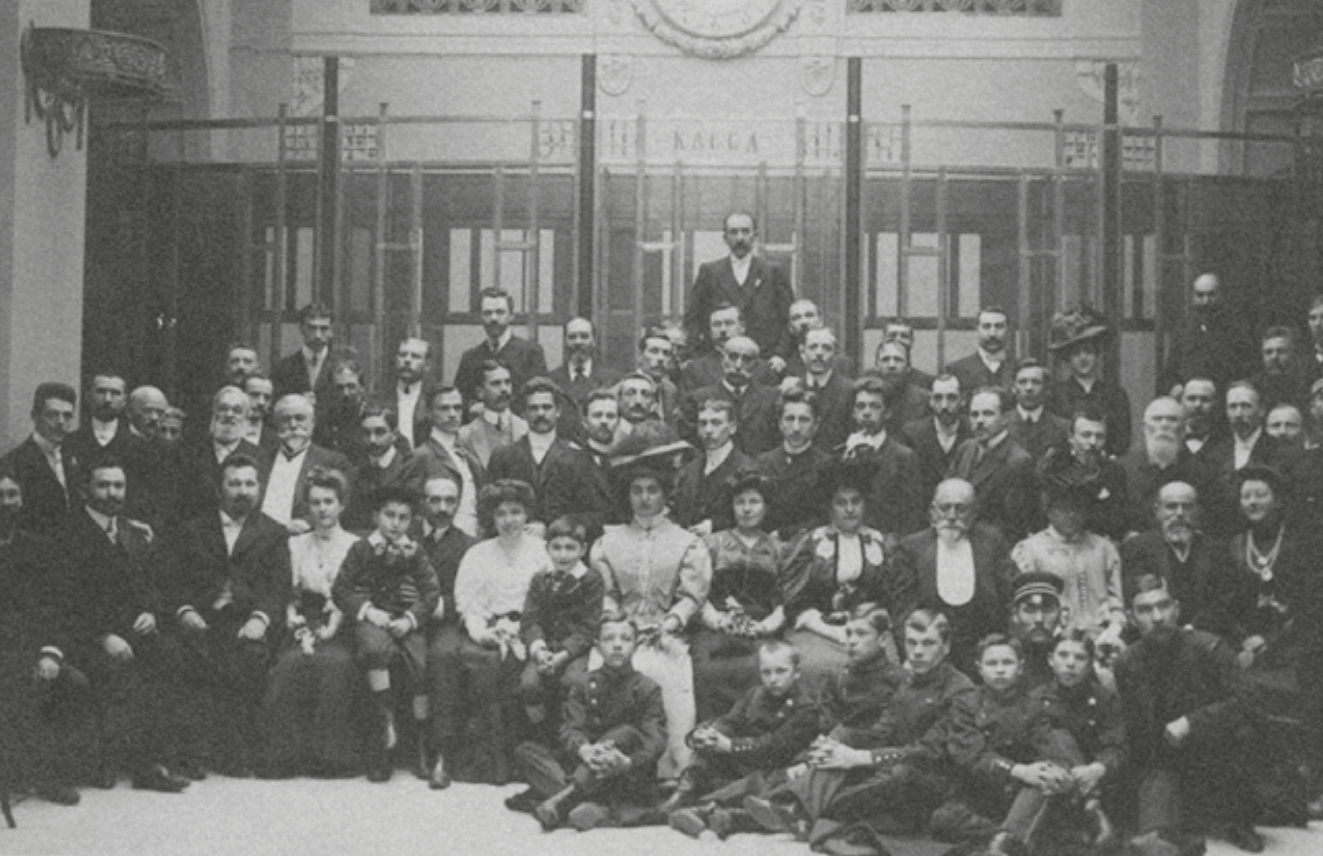
Сотрудники банкирского дома братьев Джамгаровых в кассовом зале, 1910-е годы

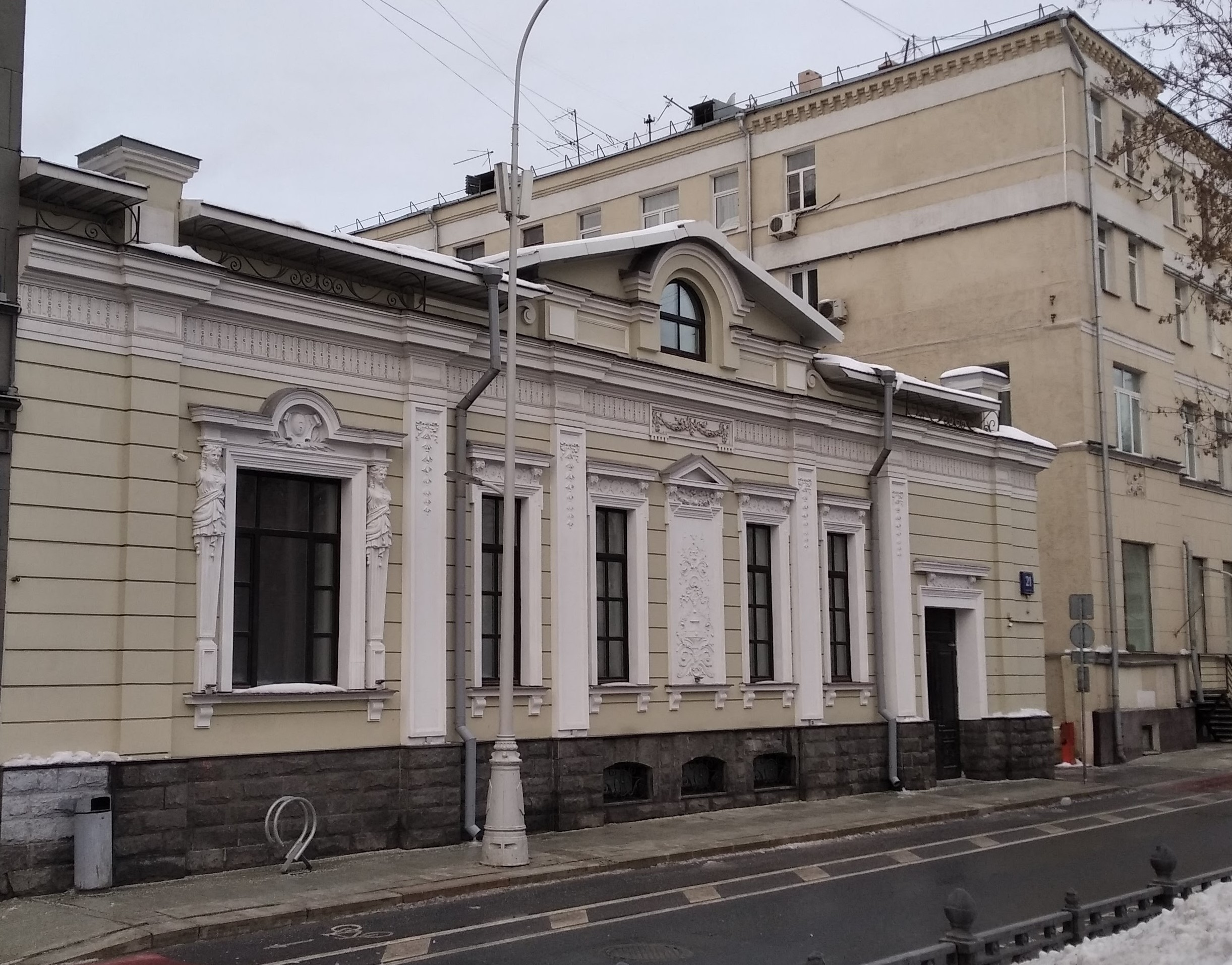
Особняк И. И. Джамгарова на Рождественском бульваре. Современная реплика снесённого дома, построенного по проекту Н. Г. Лазарева

В 1910 году фирма вошла в банковский консорциум. Глава — Азовско-Донской банк. Вошли: «Вавельберг», «Братья Джамгаровы», «И. В. Юнкер и Ко» и «Братья Рябушинские». В 1911 году годовой оборот равен 1,4 миллиарда рублей. Собственный капитал торгового дома составлял 5 миллионов рублей.
1 октября 1917 года Петроградский учётный и ссудный банк купил банкирский дом. После Революции 1917 года семья Джамгаровых проживала в эмиграции.

### Общественная деятельность
Имя Джамгаровых тесно связано с территорией, на которой ныне находится Лосиноостровский район Москвы. Рост населения Москвы во второй половине XIX века вызвал дачный бум, а развитие железных дорог определило популярные направления. Посёлок Лосиноостровск возник в 1898 году, когда удельное ведомство, которому принадлежала земля по обеим сторонам Ярославской железной дороги, разбило её на участки и организовало их продажу. Близость к Москве и лесистая местность привлекли много жителей. Посёлок быстро застроился дачами, многие из которых были приспособлены под зимнее жильё. В 1898 году на железной дороге была создана сортировочная станция 10-й версты (ныне Лосиноостровская), вагонное депо и мастерские. Большую роль в благоустройстве местности сыграли банкиры братья Джамгаровы, которые одними из первых купили здесь пять участков и профинансировали строительство плотины через Ичку, в результате чего появился пруд. В 1905 году возникло Общество благоустройства, благодаря которому в посёлке появились: освещение, телефонная станция (одна из первых в Подмосковье), пожарная команда, парк (ныне Бабушкинский парк), библиотека и местная ежемесячная газета «Лосиноостровский вестник». Часть местности в этом районе получила название Джамгаровка. 14 марта 1911 года возникло «Общество благоустройства дачной местности „Джамгаровка“».
В своём городском особняке на Рождественском бульваре, 21 Джамагаровы давали обеды для армянской диаспоры Москвы с целью сбора средств на благотворительные программы. Они состояли в правлении Московского мужского тюремно-благотворительного комитета, в задачи которого входила социальная реабилитация бывших заключённых, дети которых летом выезжали в Джамгаровку. Исаак Джамгаров был членом Совета Касперовского приюта для бедных армян, а также оказывал помощь Бахрушинскому и Гаазовскому приютам и Яузскому детскому дому.

## Убийство Исаака Джамгарова

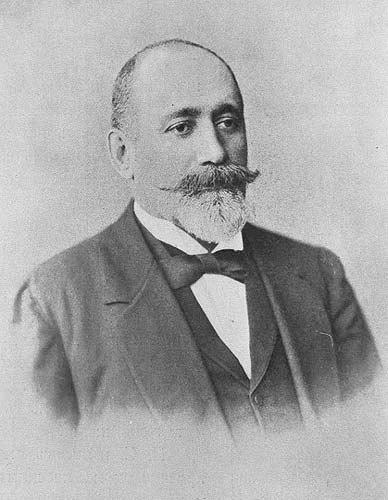
Исаак Джамгаров

В 1902 году Исаак Джамгаров приехал в родной город Шуша, где годом ранее на его деньги была построена больница его имени. Узнав о приезде богатого москвича, члены подпольной партии «Дашнакцутюн» решили его похитить, с целью получить выкуп в 50 тысяч рублей. Джамгарову удалось освободиться, в обмен на обещание принести деньги на следующий день. Следом банкир уехал в Москву, после чего организатор нападения, Патрик Эфенди, принял решение его убить. 16 декабря 1902 года Исаак Джамгаров был заколот кинжалом армянином Матевосом Минасянцом на пороге Крестовоздвиженской церкви в Москве. В документе по этому делу свидетельствуется:
Прибыв в г. Шушу, Минасянц совместно с Патриком Эфенди, Хачо и другими пятью неизвестными ему личностями напали на улице на Джамгарова, привели его в пустую квартиру, где Патрик Эфенди, скрывшись под маской, потребовал от Джамгарова 50 тысяч рублей, на что последний заявил, что такой суммы не имеет, но предложил принести на другой день в условленное место 30 тысяч рублей, в чем и дал клятвенное письменное обещание. После сего Патрик Эфенди объявил, что Джамгаров за нарушение данной им клятвы приговорен к смерти, и приведение сего в исполнение пало по жребию на Минасянца, для чего последний, снабженный Патриком Эфенди деньгами, револьвером и кинжалом, прибыл в Москву и здесь, выследив Джамгарова у армянской церкви, нанес ему кинжалом пять ран, повлекших за собою смерть Джамгарова.
Похоронен на Армянском кладбище Москвы. Вскоре, в память об брате, Джамгаровы поставили на кладбище поминальный дом.
Афанасий Джамгаров скончался 17 декабря 1910 года в Москве после болезни, ему было 56 лет. Похоронен 20 декабря на Армянском кладбище.

## Наследие

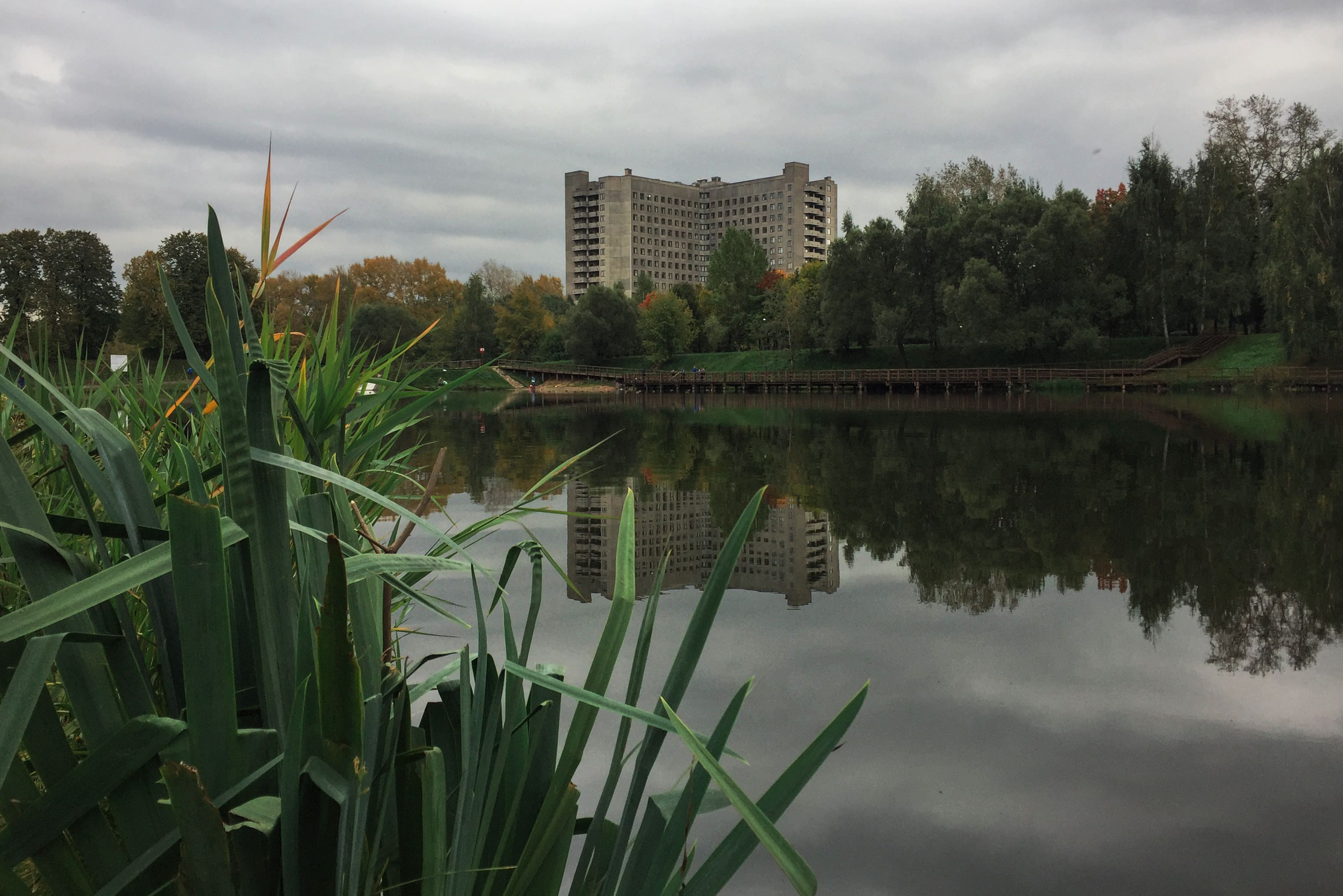
Нижний Джамгаровский пруд в 2016 году

В Москве находятся два здания, принадлежавших фирме и по сей день носящие фамилию семьи:
- Пассаж Джамгаровых (ул. Кузнецкий Мост, дом 12/3), построенный в 1877 году по проекту архитектора А. И. Резанова[15]. Для размещения банка пассаж был перегорожен, а в галерее дворового корпуса устроен кассовый зал[16].
- Доходные здания Джамгаровых (ул. Кузнецкий Мост, 18/7), построенный в 1893 году (правая часть, архитектор Б. В. Фрейденберг) и в 1909 году (левая часть, архитектор А. Э. Эрихсон)[7].

Джамгаровский пруд — пруд на реке Ичке в Лосиноостровском районе Северо-Восточного административного округа города Москвы, своё название пруд получил по прилегающей местности: в конце XIX века по при участии семьи Джамгаровых здесь был образован дачный посёлок Лосиноостровск, часть местности в котором получила название Джамгаровка. К пруду примыкает парк «У Джамгаровского пруда». В 2013 году одна из улиц близ пруда получила название Джамгаровская улица.